# Ратко Николић
Ратко Николић (Аранђеловац, 15. септембар 1977) је српски политичар, бивши рукометаш и државни репрезентативац. Играо је на позицији пивота. Тренутно је народни посланик у Народној скупштини.

## Клубови
У раној младости тренирао је фудбал играјући за Млади Рудар из Буковика и аранђеловачку Шумадију, а на предлог наставника физичког Бранка Ивановића почео је да игра рукомет.
Први тренери били су му Слободан Јокановић, Вук Рогановић и Момир Рнић. Каријеру је почео у Шамоту из Аранђеловца из чијих редова је после запажених партија прешао у Црвену звезду 1996. године. Већ у првој сезони 1996/97. са Звездом осваја титулу. Црвено-бели су одбранили трофеј са осам бодова више од другопласираног Ловћена. Ратко је те сезоне рачунајући и квалификације у Лиги шампиона постигао 21 гол за Звезду, која је у групној фази забележила две победе против СКА Минска, док су Кил и Винтертур били успешнији у осталим дуелима. Пивот црвено-белих се четири пута уписао у стрелце против Винтертура (24:28), а три против Кила (17:27), Винтертура (23:27) и СКА Минска (33:25).
Наредне сезоне 1997/98. имао је још бољи учинак у елитном такмичењу, јер је у осам мечева забележио 30 голова и био други стрелац клуба иза Жикице Милосављевића (36). Звезда је поново заузела треће место у групи, а Николић је у убедљивом тријумфу против Драмена (36:24) у Београду постигао чак девет погодака, док је пре тога шест пута био стрелац у победи над Винтертуром (29:27), тако да је половину својих погодака у Лиги шампиона 1997/98. постигао у ове две победе.
Титула првака је одбрањена победама над нишким Железничаром у финалу плеј-офа (29:25 и 34:30), а Звездин пивотмен је у првом мечу пред 6.000 људи у Нишу постигао седам погодака. Укупно је 15 пута затресао мрежу у плеј-офу 1998. године, а клуб из Љутице Богдана је трећи пут узастопно освојио титулу првака СР Југославије.
У својој трећој сезони међу црвено-белима 1998/99. био је у изузетној форми, па се дешавало и да постигне двоцифрен број голова, као што је био случај у 4. колу против Епоксида (31:25), када је 10 пута био стрелац, или у 14. колу против Обилића (30:27) када је 11 пута тресао мрежу. Ипак, Звезда је неочекивано елиминисана у квалификацијама за Лигу шампиона од белоруског СКА Минска уз осам Николићевих голова у двомечу. Национални шампионат је прекинут због бомбардовања у тренутку када је Звезда заузимала четврту позицију.
То је уједно био и крај Ратковог боравка у Звезди, јер је касније појачао Синтелон са којим осваја Куп Југославије 2000. године, два друга места у првенствима 1999/00. и 2000/01. уз пласман у полуфинале Челенџ купа у сезони 1999/00. Као репрезентативац се са солидним искуством по први пут отиснуо у иностранство и са мађарским Веспремом освојио дуплу круну у сезони 2003/04. Затим је сезону 2004/05. одиграо у дресу шпанске Алтее, а наредних пет година провео је у редовима Портланд Сан Антонија, једног од најбољих европских клубова у то време. Након тога одиграо је сезону 2010/11. за дански Колдинг, а следећу у дресу скопског Вардара, да би 2012/13 провео у Динаму из Минска. Од 2013. до 2016. године је наступао за бањалучки Борац са којим је освојио две дупле круне.

## Репрезентација
Николић је оставио дубок траг и у дресу са државним грбом. Имена националног тима су се мењала од СР Југославије, Србије и Црне Горе и на крају Србије, а Ратко је за то време уписао преко 250 утакмица за нашу репрезентацију и освојио бронзу на Светском првенству 1999. у Египту године уз четврто место на Олимпијским играма 2000. у Сиднеју године.
Уписао је и два меча за селекцију света, два пута је биран за најбољег пивота на планети 2006. и 2007. године. Био је и први капитен репрезентације Србије, а 2007. године изабран је за најбољег српског рукометаша по избору читалаца часописа Balkan-handball.

## Политика
Као нестраначка личност нашао се на листи Социјалистичке партије Србије, дошао је до места народног посланика у Скупштини Србије уместо некадашњег почасног председника СПС Милутина Мркоњића. Поново је изабран за народног посланика на изборима 2022. године.